# Hansa Session
Hansa Session es el segundo EP de la banda escocesa de synthpop Chvrches. Fue lanzado el 16 de noviembre de 2018. Este EP es la versión acústica y cuarteto de cuerdas de cinco pistas reimaginadas del álbum Love Is Dead de la banda escocesa de synth-pop Chvrches, grabadas en el Hansa Tonstudio de Berlín.

## Promoción
Hablando de la motivación detrás de este EP que no trae material nuevo pero sugiere otro punto de vista de algunas de sus canciones, Lauren Mayberry mencionó su interés en "... intentar reinterpretar las canciones y aun así comunicar los mensajes y emociones con diferentes preparativos...". Iain Cook, quien también escribió los arreglos de cuerdas para este EP y los grabó en el estudio Bad Robot en Los Ángeles, enfatizó, por otro lado, la oportunidad de estar en el mismo lugar donde algunos de los artistas que más admira grabaron su trabajo.

## Lista de canciones
Todas las canciones escritas y compuestas por Chvrches and Greg Kurstin except track 2 which is written by Chvrches and Steve Mac. 
| N.º | Título                        | Duración |  |
| 1.  | «Graffiti (Hansa Session)»    | 3:56     |  |
| 2.  | «Miracle (Hansa Session)»     | 3:28     |  |
| 3.  | «Get Out (Hansa Session)»     | 3:49     |  |
| 4.  | «Heaven/Hell (Hansa Session)» | 4:42     |  |
| 5.  | «Really Gone (Hansa Session)» | 2:58     |  |